# Stereopalpus hirtus
Stereopalpus hirtus es una especie de coleóptero de la familia Anthicidae.

## Distribución geográfica
Habita en Colombia.